# Serpentinstandorte am Haidberg südwestlich Zell
Serpentinstandorte am Haidberg südwestlich Zell este o arie protejată (arie specială de conservare — SAC, sit de importanță comunitară — SCI) din Germania întinsă pe o suprafață de 61,13 ha, integral pe uscat.

## Localizare
Centrul sitului Serpentinstandorte am Haidberg südwestlich Zell este situat la coordonatele 50°07′41″N 11°48′01″E / 50.1281°N 11.8003°E.

## Înființare
Situl Serpentinstandorte am Haidberg südwestlich Zell a fost declarat sit de importanță comunitară în noiembrie 2004 pentru a proteja un număr necunoscut de specii din flora spontană și fauna sălbatică aflate în arealul zonei. Situl a fost protejat și ca arie specială de conservare în aprilie 2016.

## Biodiversitate
Situată în ecoregiunea continentală, aria protejată conține 4 habitate naturale: Formațiuni ierboase bogate în specii de Nardus, dezvoltate pe substraturi silicioase în zone montane (și în zone submontane, în Europa continentală), Fânețe montane, Pante stâncoase silicioase cu vegetație casmofită, Roci stâncoase cu vegetație pionieră de Sedo-Scleranthion sau Sedo albi-Veronicion dillenii.
La baza desemnării sitului se află un număr nedeclarat de specii protejate.